# Haïm Joseph David Azoulay
Pour les articles homonymes, voir Azoulay.
Haim Yossef David ben Isaac Zeharia Azoulay (hébreu : חיים יוסף דוד אזולאי, abrégé חיד"א Hid"a ou Hida) est un rabbin, kabbaliste, talmudiste et décisionnaire séfarade du XVIIIe siècle (Jérusalem, 1724 - Livourne, 1er mars 1806).
Émissaire rabbinique (shadar) de la Palestine en Europe, il fonde une école talmudique à Livourne. Réputé pour son érudition et sa bibliophilie, il est l'un des auteurs les plus prolifiques de l'histoire rabbinique.

## Biographie
Il naît à Jérusalem, où il reçoit son éducation auprès d'érudits locaux éminents, et notamment du saint cabaliste R. Haïm Ben Attar. Descendant d'une grande famille rabbinique, il est le petit-fils du rabbin Abraham Azoulay. Il écrit son premier livre talmudique à 16 ans et dans le Yishouv haYashan (vieux Yishouv) ses principaux maîtres sont les rabbins Isaac ha-Kohen Rapoport, le Rashash et Haim ibn Attar, l'auteur de l’Or haHaim dont il sera le plus jeune étudiant (19 ans seulement) grâce à sa compétence dans le Talmud, la Kabbale et l'histoire juive.
En 1755, son érudition lui vaut d'être choisi pour devenir émissaire (shalia’h) de la petite communauté juive en Terre d'Israël ; il doit faire une longue tournée à travers l'Europe, laissant une forte impression dans chaque communauté juive qu'il visite. Selon certains documents, il aurait quitté la terre d'Israël à trois reprises (1755, 1770 et 1781), vivant à Hébron dans l'intervalle. Ses voyages le conduisent en Europe occidentale, en Afrique du Nord, et - selon la légende - en Lituanie, où il aurait rencontré le Gaon de Vilna.
En 1755, il est en Allemagne, en 1764 en Égypte, et en 1773 à Tunis, au Maroc et en Italie. Il semble être resté dans ce dernier pays jusqu'en 1777, très probablement occupé par l'impression de la première partie de son dictionnaire biographique, Shem haGedolim (Livourne, 1774), et par ses notes sur le Choulhan Aroukh, intitulé Birke Yossef, (Livourne, 1774-76). En 1777, il est en France, et en 1778 en Hollande. Partout où il va, il examine attentivement les collections de manuscrits de la littérature rabbinique que plus tard il rassemble dans son Shem ha-Gedolim.
Le 28 octobre 1778, il épouse, à Pise, sa seconde femme, Rachel, sa première épouse, Sarah, étant morte en 1773. En notant cet événement dans son journal, il ajoute le souhait de pouvoir être autorisés à retourner en Terre d’Israël. Ce désir ne s'est pas réalisé: il reste à Livourne, occupé par la publication de ses travaux, et y meurt. Marié deux fois, il a eu deux fils Abraham et Raphaël Isaiah Azoulay.
En 1960, ses restes sont transférés en Israël. Il est inhumé dans le cimetière de Har Hamenouhot à Jérusalem.

### Les premières manifestations de son savoir
Conforme en général au type du rabbin oriental de son époque, c'est-à-dire un strict talmudiste, croyant fermement à la Kabbale, il avait des habitudes studieuses et une mémoire exceptionnelle qui éveillent son intérêt pour l'histoire de la littérature rabbinique.
À un âge précoce il commençe à compiler dans la littérature rabbinique des passages où les auteurs dialectiques avaient essayé de résoudre des questions fondées sur des erreurs chronologiques. Cette compilation qu'il appela Haelem Davar (quelques omissions) ne fut jamais imprimée.
L'érudition d'Azoulay le rend si célèbre qu'en 1755 à l’âge de 27, qu’il est choisi comme meshoulah (émissaire), honneur décerné à des hommes dont on jugeait par leur savoir, qu'ils représenteraient dignement la Terre sainte en Europe, où un rabbin qui en venait était considéré comme un modèle de savoir et de piété.
L'activité littéraire d'Azoulay est d'une étonnante ampleur. Elle embrasse tous les domaines de la littérature rabbinique : l'exégèse, l'homilétique, la casuistique, la Kabbale, la liturgie, et l'histoire littéraire. Lecteur infatigable, il a noté toutes les références historiques et, pendant ses voyages, il a visité les meilleures bibliothèques d'Italie et de France, où il a examiné les manuscrits hébraïques.

### Ses œuvres
Azoulay est un auteur très prolifique. La liste de ses œuvres, compilée par Isaac Benjacob, s'élève à soixante et onze, mais les unes sont nommées deux fois, parce qu'elles ont deux titres, et certaines ne sont que de petits traités. La vénération que lui portaient ses contemporains équivalait à celle d'un saint. Il rapporte dans son journal que, quand il eut appris à Tunis la mort de sa première femme, il garda le secret, parce que le peuple l'aurait forcé à se remarier sur-le-champ. Des légendes imprimées à l'annexe de son journal, et d'autres trouvées dans le Shem haGedolim heḤadash d'Aaron Walden (voir aussi Ma'aseh Nora, pp. 7–16, Podgorica, 1899), témoignent du grand respect qu'on lui portait. Plusieurs de ses ouvrages subsistent et sont étudiées encore aujourd'hui. Ses intérêts étaient exceptionnellement vastes, allant de la Halakha (Birkei Yosef) et du Midrash à son principal travail historique Shem ha-Gedolim. Sa formation séfarade ne l'a pas empêché d'apprécier particulièrement les Hassidei Ashkenaz (un groupe de rabbins allemands du Moyen Âge, qui comprenait notamment Juda le Pieux).

### Son rôle en tant que shadar
Le rôle du Hid"a en tant que shadar (shelicha derabanan) ou émissaire, et un des grands voyageurs juifs de son temps, est un aspect de sa vie peu connu et mal apprécié. Il quitta Israël à deux reprises pour les missions qui durèrent cinq ans et qui l'emmenèrent à l'ouest jusqu'en Tunisie et au nord jusqu'en Grande-Bretagne et à Amsterdam. Sa mission était de recueillir des fonds pour soutenir la communauté juive assiégée de Hébron et lui permettre de vivre. À cette époque cette communauté, ainsi que d'autres en Israël, était en proie aux exactions brutales et continuelles des grands propriétaires et de chefs militaires arabes et turcs qui exigeaient des sommes exorbitantes sous forme de taxes arbitraires et draconiennes. En outre il était très difficile dans cette partie du monde de trouver du travail et de l'argent. Sans les missions de gens comme le Hid"a, c'est la survie physique même de ces communautés qui aurait été mise en question.
Pourtant, la tâche de collecter les fonds nécessaires était infiniment plus compliquée que les gens ne peuvent se rendre compte. Le candidat idéal pour la mission devait réunir en lui les qualités d'un homme d'État, la force et l'endurance physiques, la connaissance et la compréhension de la Torah ainsi que la capacité de parler plusieurs langues afin de pouvoir communiquer tant avec les Juifs qu'avec les Gentils tout au long de son voyage. Les émissaires devaient avoir une apparence irréprochable et imposante, capable d'impressionner les communautés juives qu'ils visitaient, souvent ils devaient être capables d'arbitrer des questions de la loi juive pour les gens du pays. Enfin, ils devaient être prêts à entreprendre une mission dangereuse qui leur prendrait du temps et les emmènerait loin de leurs familles pendant un temps considérable. À cette époque, les voyages duraient beaucoup plus de temps et présentaient beaucoup plus de dangers qu'aujourd'hui, en particulier pour les Juifs. Sur dix émissaires envoyés à l'étranger pour de telles missions de collecte de fonds, il y en avait un qui ne revenait pas vivant. C'est pourquoi ils avaient coutume de divorcer d'avec leurs épouses avant leur départ, en sorte que, s'ils mouraient en cours de route et qu'il ne fût pas possible de vérifier leur décès, leurs femmes fussent capables de se remarier en toute légalité. S'ils revenaient sains et saufs de leur voyage, ils réépousaient leurs femmes, qui quelquefois attendaient jusqu'à cinq ans le retour de leur mari.
Aucune discussion sur le courage du Hid"a et sur ce qu'il a réalisé pendant ses missions de collecte de fonds ne serait complète, si l'on ne mentionnait pas ses journaux de voyage qui nous sont parvenus intacts et ont été publiés : ils le placent à côté de Benjamin de Tudèle en ce qu'ils nous fournissent un compte rendu exhaustif et de première main de la vie juive et des événements historiques de son époque à travers toute l'Europe et le Proche-Orient.

### SonShem haGdolim
Publiées en quatre fascicules, ses notes comprennent deux sections, sous le titre Shem haGdolim (« Le Nom des Grands »), qui contient les noms des auteurs, et Va'ad laHakhamim (« Assemblée des Sages »), qui contient les titres des œuvres. Ce traité a conféré au Hid"a une place durable dans la littérature juive. Il contient des données qui, autrement, auraient pu se perdre, et il prouve l'esprit critique de l'auteur. En s'appuyant sur des méthodes scientifiques solides il a étudié la question de l'authenticité du commentaire de Rachi sur les Chroniques ou sur un traité talmudique (voir « Rachi », dans Shem ha-Gedolim). Il n'en était pas moins persuadé que Haïm Vital avait bu de l'eau au puits de Miriam, et que cela lui avait permis de recevoir, en moins de deux ans, la Kabbale tout entière de la bouche d'Isaac Louria (voir « Ḥayyim Vital », dans Shem ha-Gedolim). Le Rav Haïm Joseph David Azoulay note souvent à quels endroits il a vu lui-même que les versions de certains manuscrits existaient.
Parmi ses  œuvres :
- Birkè Yossef, notes sur le Choulhane aroukh
- Shem haGuédolim, un dictionnaire biographique et bibliographique
- Hayim Shaal, recueil de responsa
- Shaar Yossef commentaire sur le Traité Horayot.
- Téhilote Yossef, commentaire des psaumes